# Келли, Катриона
Катриона (по-русски Катрио́на, шотландское произношение Катри́она) Хелен Монкрифф Келли (англ. Catriona Helen Moncrieff Kelly; род. 6 октября 1959, Лондон, Великобритания) — британский русист, филолог и историк, переводчица русской литературы.

## Биография
Окончила Оксфордский университет, стажировалась в СССР в Воронежском университете. C 1996 года — профессор русского языка и литературы Оксфордского университета. С 2021 годa — ведущий научный сотрудник Тринити-колледж (Кембридж), и почетный профессор Кембриджского университета.
Значительный резонанс вызвала книга Келли «Товарищ Павлик: Взлёт и падение советского мальчика-героя» (англ. Comrade Pavlik: The Rise and Fall of a Soviet Boy Hero, 2005; русский перевод — Новое литературное обозрение, 2009), исследующая не только исторические события, связанные с Павликом Морозовым, но и культурно-политический контекст его образа, выстроенного последующей пропагандой. Писатель Ю. И. Дружников, автор книги «Доносчик 001, или Вознесение Павлика Морозова», обвинил Келли в плагиате. Келли отвергла эти обвинения.
Келли также автор многочисленных других работ об истории России и русской культуре, в том числе исследований истории детства в России в XIX—XX вв. и работ о народном театре, поэзии и прозе русских женщин, о местной памяти в Санкт-Петербурге и о кино при Л. И. Брежневе.
Перевела на английский язык стихотворения Марины Цветаевой, Владимира Маяковского, Беллы Ахмадулиной, Елены Шварц, Ольги Седаковой и др., романы Сергея Каледина и Леонида Бородина. Член редколлегии журнала «Антропологический форум» (Санкт-Петербург).